# Distrito de Salima
El distrito de Salima es uno de los veintisiete distritos de Malaui y uno de los nueve de la región Central. Cubre un área de 2.196 km² y alberga una población de 478 346 personas. La capital es Salima.
- Datos: Q195353
- Multimedia: Salima District / Q195353